# Escarpamento Estrutural Furnas
O Escarpamento Estrutural Furnas representa um ressalto topográfico imponente, na forma de cuesta, no limite leste da Bacia do Paraná, separando o Primeiro do Segundo planalto paranaense.
O escarpamento é formada pelos arenitos devonianos da Formação Furnas. Situa-se entre as cidades de Itapeva, no sul do estado de São Paulo e Campo Largo, na região central do estado do Paraná, limitando a Bacia do Paraná, para oeste, do Embasamento cristalino, para leste. Possui cerca de 260 km de extensão, altitudes entre 1100 e 1200m e amplitudes altimétricas entre 100 e 200m. É um dos sítios geológicos brasileiros, conforme definido pela Comissão Brasileira de Sítios Geológicos e Paleobiológicos. No Estado do Paraná o Escarpamento Estrutural Furnas faz parte da Área de Proteção Ambiental da Escarpa Devoniana (APA), com área de 395 mil ha.